# Susannah Harker
Susannah Harker (* 26. April 1965 in London) ist eine britische Schauspielerin.

## Leben und Karriere
Die Mutter von Susannah Harker, Polly Adams (* 1939), ist ebenfalls Schauspielerin. Harker selbst debütierte 1985 in dem australischen Abenteuerfilm Burke & Wills. In dem Thriller Die letzten Tage in Kenya trat sie 1987 an der Seite von Greta Scacchi, Joss Ackland, Geraldine Chaplin, John Hurt und Hugh Grant auf. In dem Apartheid-Drama Weiße Zeit der Dürre war sie 1989 neben Donald Sutherland, Jürgen Prochnow, Susan Sarandon und Marlon Brando zu sehen. 1990 übernahm sie in dem Fernsehmehrteiler Ein Kartenhaus eine der Hauptrollen, für die sie 1991 für einen British Academy Television Award nominiert war.
In der Filmbiografie Mein Mann Picasso – in der sie neben Anthony Hopkins und Natascha McElhone agierte – übernahm sie 1996 die Rolle der Marie-Thérèse Walter, mit der Pablo Picasso eine Tochter hatte. In der Science-Fiction-Miniserie Ultraviolet spielte sie 1998 eine der Hauptrollen.
Harker war von 1993 bis 2004 mit dem Schauspielkollegen Iain Glen verheiratet und hat mit ihm ein Kind.

## Filmografie (Auswahl)
- 1985: Burke & Wills
- 1987: Die letzten Tage in Kenya (White Mischief)
- 1989: Weiße Zeit der Dürre (A Dry White Season)
- 1990: Ein Kartenhaus (House of Cards, Miniserie, 4 Episoden)
- 1995: Stolz und Vorurteil (Pride and Prejudice, Miniserie, 6 Episoden)
- 1996: Mein Mann Picasso (Surviving Picasso)
- 1998: Ultraviolet (Fernsehserie, 6 Episoden)
- 2001: Intimacy
- 2001: Offending Angels
- 2009: Inspector Barnaby (Midsomer Murders, Fernsehserie, eine Episode)
- 2011: Young James Herriot (Fernsehserie, eine Episode)
- 2012: New Tricks – Die Krimispezialisten (New Tricks, Fernsehserie, eine Episode)
- 2017: Grantchester (Fernsehserie, eine Episode)